# Bezirksverwaltungsgericht Panevėžys
Das Bezirksverwaltungsgericht Panevėžys (lit. Panevėžio apygardos administracinis teismas, PAAT) ist eines von fünf Bezirksverwaltungsgerichten in Litauen eines von zwei Bezirksgerichten in der nordlitauischen Großstadt Panevėžys (112.000 Einwohner). Das Bezirksverwaltungsgericht Panevėžys wurde 1999 gegründet (auch wie alle litauische Verwaltungsgerichte).

## Richter
Es gibt vier Richter. Gerichtspräsident ist Ramūnas Gadliauskas (* 1967).